# Kissingen mobil

Logo von Kissingen mobil

Kissingen mobil (Kim) war ein Tarifverbund der örtlichen Busunternehmen im Landkreis Bad Kissingen. Es bestand ein Gemeinschaftstarif für alle Buslinien. Die Deutsche Bahn AG war nicht integriert.
Zum 1. Januar 2025 wurde der Verbund in den neuen Verkehrsverbund Nahverkehr Mainfranken integriert und aufgelöst.

## Beteiligte Verkehrsunternehmen
Folgende Busunternehmen wanden den Gemeinschaftstarif an:    
- KOB GmbH (ehemals: Kreisomnibusbetrieb Bad Kissingen)
- DB Frankenbus
- Weltz-Stadtverkehr, Bad Kissingen
- Günther Wolf Omnibusbetrieb
- Walter Wolf Omnibusbetrieb

## Weblink
- Website des Landratsamtes Bad Kissingen zum Nahverkehr